# Anthospermum hispidulum
Anthospermum hispidulum là một loài thực vật có hoa trong họ Thiến thảo. Loài này được E.Mey. ex Sond. mô tả khoa học đầu tiên năm 1865.